# Gyala Peri
Gyala Peri ( chino : 加拉 白 垒, pinyin : Jiālābáilěi ) es un pico de 7.294 m, en el extremo oriental del Himalaya, en la entrada a la garganta de Tsangpo. Es parte de la cordillera Nyenchen Tanglha, aunque a veces se incluye en grupo Namcha Barwa Himal del Himalaya. 
El Gyala Peri se encuentra al norte de la Gran Curva del río Yarlung Tsangpo, el río principal del sureste del Tíbet, que se convierte en el Brahmaputra en la India. A 22 km al NNW del  pico Namcha Barwa. 

## Características notables
El Gyala Peri tiene una gran vertiente vertical sobre el desfiladero de Tsangpo y es el pico más alto de la cordillera Nyenchen Tanglha.

## Historia de su escalada
El primer ascenso al Gyala Peri fue en 1986, y lo llevó a cabo una expedición japonesa, a través de South Ridge.  
El grupo pasó aproximadamente 1 mes y medio en la montaña.  El índice Himalaya del Club Alpino del Reino Unido no señala otras subidas. 

## Vídeo
* Video aéreo virtual del Gyala Peri

## Otras fuentes
- Neate, Jill (1990). High Asia: An Illustrated History of the 7,000 Metre Peaks. Seattle: Mountaineers Books. ISBN 0-89886-238-8.
- *  Mapa legacy.lib.utexas.edu
- "Gyala Peri, China". Peakbagger.com. Retrieved 2013-02-10.

- Datos: Q1322521
- Multimedia: Gyala Peri / Q1322521